# Tornado du Texas
Le Tornado du Texas est une franchise Junior A de hockey sur glace en Amérique du Nord qui évolue dans la North American Hockey League. L'équipe est basée à Frisco dans l'État du Texas.

## Historique
L'équipe est créée en 1999.